# Matthias Hovius
Matthias Hovius, o Matthijs van den Hove (Malines, 1542 – Affligem, 30 maggio 1620), è stato un arcivescovo cattolico belga.

## Biografia
Nato nel 1542 a Malines, studiò teologia e filosofia all'Università di Lovanio e fu ordinato sacerdote nell'ottobre del 1566. Alla morte di Joannes Hauchin nel 1589 fu nominato vicario generale dell'arcidiocesi di Malines.
Il 25 settembre 1595 venne nominato arcivescovo metropolita di Malines da papa Clemente VIII e fu consacrato il 18 febbraio successivo nella cattedrale di San Rombaldo dal vescovo Pierre Simons, insieme a Pieter Damant e John Lesley come co-consacranti. Mantenne l'incarico fino alla morte, avvenuta nel 1620 durante una visita pastorale nell'abbazia di Affligem; fu sepolto nella cattedrale della diocesi, in un monumento funebre realizzato da Lucas Faydherbe.

## Genealogia episcopale e successione apostolica
La genealogia episcopale è:
- Cardinale Juan Pardo de Tavera
- Cardinale Antoine Perrenot de Granvelle
- Vescovo Frans van de Velde
- Arcivescovo Louis de Berlaymont
- Vescovo Maximilien Morillon
- Vescovo Pierre Simons
- Arcivescovo Matthias Hovius

La successione apostolica è:
- Vescovo Mathias Lambrecht (1596)
- Vescovo Hendrik van Cuyck (1596)
- Arcivescovo Guillaume de Berghes (1598)
- Vescovo Karel-Filips de Rodoan (1600)
- Vescovo Jean Le Mire (1604)
- Vescovo Jacques van den Borgh (1611)
- Vescovo Jean Marie van Malderen (1611)
- Arcivescovo Henri-François van der Burch (1613)
- Vescovo Antoine de Hennin (1614)
- Vescovo Nicolas Zoes (1615)
- Arcivescovo Jacobus Boonen (1617)
- Vescovo Pierre Antoine Triest (1617)